# 杜威鎮區 (明尼蘇達州羅索縣)
杜威鎮區（英語：Dewey Township）是位於美國明尼蘇達州羅索縣的一個行政鎮區。

## 地方資料
杜威鎮區的面積為89.90平方千米，皆為陸地。根據2020年美國人口普查的數據，當地共有人口98人，而人口密度為每平方千米1.09人。